# 罗非昔布
罗非昔布或罗非考昔（英語：Rofecoxib，/ˌrɒfɪˈkɒksɪb/）商品名Vioxx、Ceoxx和Ceeoxx。是一种非甾体类抗炎药（NSAID），由默克公司製造、出售。美国食品药品监督管理局（FDA）于1999年5月20日批准上市，用以治疗骨关节炎、急性疼痛和痛经。
由於發現到長期且高劑量用藥有增加心臟病的風險，默克公司於2004年9月30日起從市場撤回此藥。

## 合成

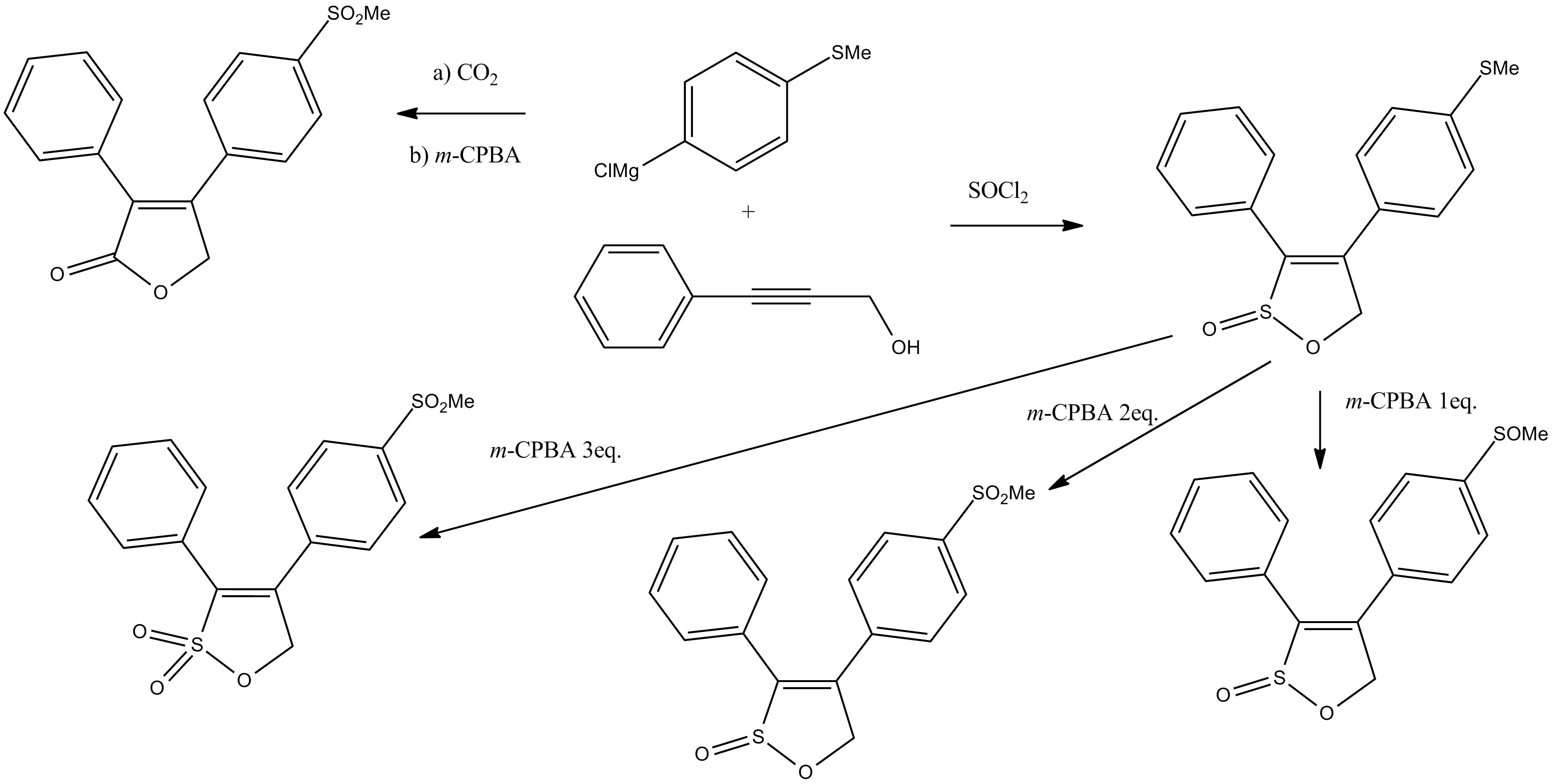
罗非昔布的合成

## 注脚
1. ↑  .   [2017-02-26]. （原始内容存档于2017-09-12）.
2. ↑  .   [2017-02-26]. （原始内容存档于2017-04-23）.
3. ↑  . Vioxxlawyer.org.   [4 January 2015]. （原始内容存档于2015年1月5日）.